# 阿列克谢·希罗夫
阿列克谢·德米特里耶维奇·希罗夫（俄语：Алексей Дмитриевич Широв，1972年7月4日—），或译希洛夫，拉脱维亚国际象棋棋手、特级大师。
希罗夫于1988年获国际象棋世界16岁组冠军，1990年获特级大师称号。20年纪90年代初，他是世界上最顶尖的棋手之一，1994年时曾排名世界第二。
1998年，希罗夫战胜克拉姆尼克，从而得到了挑战世界冠军卡斯帕罗夫的机会。然而由于资金原因，与卡斯帕罗夫的比赛最终流产。卡斯帕罗夫在2000年职业棋协世界冠军对抗赛中改为与克拉姆尼克对阵。希罗夫因此一直坚持该比赛无效。同年，他进入了国际棋联世界冠军赛决赛，但最终负于阿南德。
立陶宛特级大师维多利亚·希米利特是希罗夫的前妻。